# 5-Nitroimidazole
Le 5-nitroimidazole est un composé organique de formule O2NC3H2N2H. C'est l'isomère de position le plus courant parmi les nitroimidazoles ; son groupe nitro est situé en position 5 sur le cycle imidazole. Il appartient à la classe des nitroimidazoles, antibiotiques dont la structure est similaire.

## Synthèse
Le 5-nitroimidazole est synthétisé par la réaction de nitration de l'imidazole avec un mélange d'acide nitrique et d'acide sulfurique :
C3H3N2H + HNO3 + H2SO4 → O2NC3H2N2H + H2O